# ホテル阪急インターナショナル

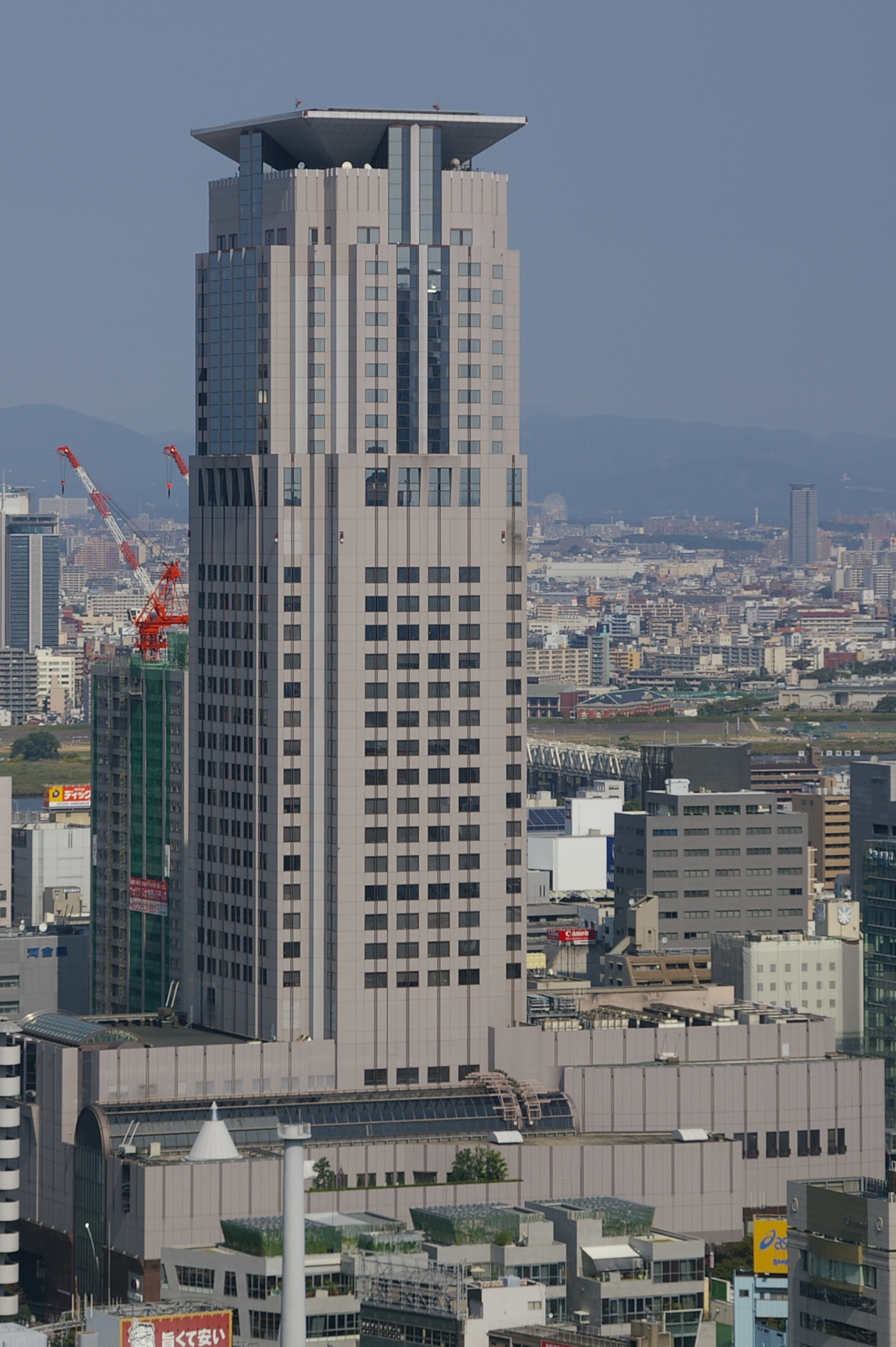
アプローズタワーの26 - 34階が客室

ホテル阪急インターナショナル（ホテルはんきゅうインターナショナル、英: Hotel Hankyu International）は、大阪府大阪市北区茶屋町（梅田地区）のちゃやまちアプローズ内にあるホテルである。運営は阪急阪神ホテルズ。
「マルメゾン」朝食が、日本最高峰のホテル朝食という評判もある。
ホテルガイド・ワールドワイド紙にて10ランク中最高ランクであるスーペリア・デラックスに認定された。
フロントデスクは2階、客室は26 - 34階に位置する。レストランは1階、2階と高層階の25階に位置する。
最も標準的なスーペリアツインおよびデラックスダブルは40平方メートル前後の広さ。ブロードバンドインターネット接続とWi-Fi対応の高速インターネットが全室無料で利用可能。また、ビデオオンデマンドも無料で利用出来る。

## 客室
チェックイン
15:00
チェックアウト
12:00
客室数
168室
客室タイプ
- レギュラーフロア
  - モデレートダブル
  - デラックスダブル
  - スーペリアツイン
  - デラックスツイン
  - ジュニアスイート

- ラグジュアリーフロア（31、32F）
  - ラグジュアリーモデレートダブル
  - ラグジュアリーデラックスダブル
  - ラグジュアリースーペリアツイン
  - ラグジュアリーデラックスツイン
  - ラグジュアリージュニアスイート
  - ラグジュアリースーペリアスイート

- クラブフロア（33，34F）
  - クラブモデレートダブル
  - クラブデラックスダブル
  - クラブスーペリアツイン
  - クラブジュニアスイート
  - クラブスーペリアスイート
  - クラブシニアスイート
  - クラブエグゼクティブスイート
  - クラブインターナショナルスイート
  - クラブクラウンスイート
  - クラブプレジデンシャルスイート

- 2012年4月のリニューアル時にモデレートダブル、デラックスダブル、スーペリアツイン、デラックスツインにはリニューアルルームが設けられ、それぞれに同グランド、同プレミアと付けられていた。
- また、ジュニアスイートは同リニューアルでシュープリーム キュート、シュープリーム パラダイス、アプローズの三タイプになり、結婚式のカップルが当日の式準備から式後の宿泊までをサポートする専用のスイートブライズルームも誕生した。
- 2018年6月の高層階フロアリニューアルで32階から34階は専用のサービスが付帯する「ラグジュアリーフロア」と名付けられた。
- 2019年5月中旬より、全室禁煙に変更。
- 2024年6月に、33階と34階は専用サービス（25Fのクラブラウンジアクセス、客室内のミニバー無料等）が付加されたクラブフロアに変更された。

## 設備
1階
- ナイトアンドデイ - ビュッフェ＆カフェレストラン
- ブーランジェリー&パティスリー アンダンテ（旧：テイクアウトコーナー）

2階
- ちゃやまち - 鉄板焼
- 春蘭門 - 中国料理
- 翁鮨 - すし割烹
- ケレス - バー
- 一宝 - 天ぷら
- パルテール - ティーラウンジ
- ブライダルサロン
- フロントデスク

25階
- マルメゾン - フランス料理
- 美濃吉 竹茂楼 - 京懐石
- クラブラウンジ（クラブフロア利用者専用）

## アクセス
鉄道
- 阪急 大阪梅田駅茶屋町口 徒歩約3分
- 大阪市高速電気軌道（Osaka Metro） 御堂筋線中津駅 徒歩約3分
- 西日本旅客鉄道（JR西日本）大阪駅 徒歩約10分
- 阪神 大阪梅田駅 徒歩約10分
- 大阪市高速電気軌道（Osaka Metro）御堂筋線梅田駅 徒歩約10分

バス
- 関西国際空港 - エアポートリムジン 約70分
- 阪神バス「北野」バス停すぐ